# Розены
Розен (нем. von Rosen) — графский и баронские роды. Род Остзейского дворянства.

## Происхождение и история рода
Один из них, считающийся по происхождению из Богемии, восходит к началу XIII века; Вольдемар Розен упоминается в числе рыцарей Ливонского ордена. Георг Розен (? — 1551) был орденским фохтом в Трейдене. В 1-й половине XVII века три брата Розен вступили во французскую службу. Их родственник Конрад де Розен (1628—1715) в 1689 году командовал французским вспомогательным корпусом в Ирландии, получил от Якова II чин фельдмаршала ирландских войск, а потом был маршалом Франции. Его потомство пресеклось в 1775 году.
Райнхольд фон Розен — французский генерал и командир веймарских наемников, участник Тридцатилетней войны.
Происходил из линии Гросс-Ропп, появившейся уже после XIII века, одной из младших ветвей востзейского, владетельного рода фон Розен.
Сын Отто фон Розена, герра фон Гросс-Ропп, и Катарины Фон Клебек.
В юности поступил на службу к королю Густаву II Адольфу, и стал его фаворитом. Был назначен корнетом Лейб-Компании, гвардейского полка из тысячи всадников; затем стал его командиром. Его брат Иоганн служил там майором, а младший брат Вальдемар получил драгунский полк.
Георг Густав Фон Розен (1651—1737) был датским генерал-майором и генерал-поручиком русской армии. Двое Розенов были членами шведского сейма. К этому роду принадлежат бароны Андрей, Виктор, Григорий и Фридрих Розен. Род баронов Розен внесён в матрикулы Лифляндской и Эстляндской губерний и в V часть родословной книги Тульской, Нижегородской, Орловской, Пензенской, Псковской и Харьковской губерний. Возведен в баронство Грамотой Римского императора Леопольда I 21 марта 1693 года.

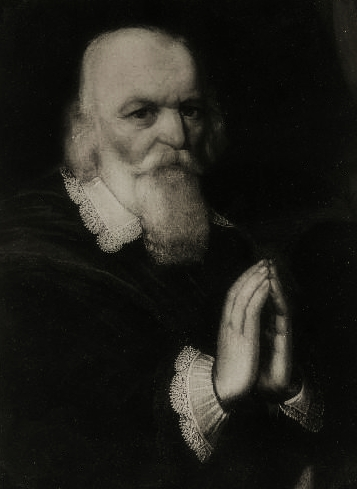
Богуслав Розен (1572—1658)

Другой род Розен (герба Роз белых) происходит от Богуслава Розен (1572—1658), губернатора Ямбурга и Копорья, возведённого в шведское дворянское достоинство в 1618 году. Барон Андрей Фёдорович Розен (1803—1879) был обер-гофмейстером. Этот род Розен внесён в дворянский матрикул Эстляндской губернии.
Наиболее известные представители обоих баронских родов перечислены на странице Розен.

## Описание гербов
по Долгорукову
В золотом поле три красных розы, треугольником расположенных.
На гербе баронская корона и на ней два шлема с баронскими же коронами; на правом шлеме три страусовых пера; на левом шлеме согбенная рука в латах, держит меч. Намет красный, подложенный серебром.
герб Розенов (роз белых)

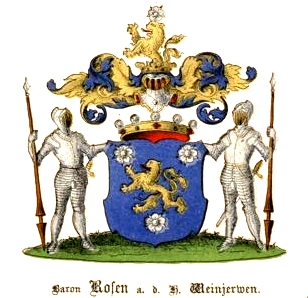
герб баронов Розен (роз белых)

В голубом поле вправо обращенный лев, с хвостом поднятым и раздвоенным, а кругом льва три белых розы.
На щите баронская корона, и на ней шлем с короной, из которой выходит лев вправо, у него на голове белая роза. Щит держат два воина средних веков, в полном вооружении с ног до головы, с опущенными забралами и с копьями в руках. Девиз: in omnibus dux honor. Герб Розена внесён в Часть 15 Общего гербовника дворянских родов Всероссийской империи, стр. 120.
Польские дворяне Розены пользовались гербами Гриф, Грифоруж и Розен.